# Závada (Prešov)
Závada (em húngaro: Hegyzávod) é um município da Eslováquia, situado no distrito de Humenné, na região de Prešov. Tem 9,03 km² de área e sua população em 2018 foi estimada em 71 habitantes.

## Demografia
| Ano:        | 1994 | 2004    | 2014   | 2024   |
| ----------- | ---- | ------- | ------ | ------ |
| Broj ljudi: | 94   | 77      | 76     | 73     |
| Razlika:    |      | -18,08% | -1,29% | -3,94% |

| Ano:               | 2023 | 2024   |
| ------------------ | ---- | ------ |
| Número de pessoas: | 69   | 73     |
| Diferença:         |      | +5,79% |